# Râul Argun
Argun (Ergun) este un râu cu lungimea de 1.620 km, care izvorăște în munții Hinggan, (Mongolia Interioară, China). Traversează printre altele orașul Hailar din provincia Pinyin, curge spre vest făcând graniță dintre Rusia și China. După ce se unește la Mohe cu Șilka se varsă în Amur (Heilong Jiang). Râul este navigabil pe distanță de 428 km.